# Isaac Alonso Estraviz
Isaac Alonso Estraviz (Vila Seca, Trasmiras, 1935) és un lexicòleg gallec. El 1977 es llicencià en filologia romànica i el 1999 es doctorà en filologia gallega per la Universitat de Santiago de Compostel·la. Actualment és professor de Didàctica de la Llengua i Literatura Gallegues a la Universitat de Vigo (campus d'Ourense), membre de la Comissió Lingüística de l'Associaçom Galega da Língua (partidària del reintegracionisme o aproximació del gallec al portuguès) i del consell de redacció de la revista Agália.
El 1986 formà part de la delegació gallega que participà com a observadora a l'Encontro sobre a Unificação Ortográfica da Língua Portuguesa a la ciutat brasilera de Rio de Janeiro. Com a lexicògraf, és autor de diverses obres sobre lèxic gallec, principalment el Dicionário da língua galega (Ed. Sotelo Blanco, 1995), escrit originàriament en una normativa de la llengua gallega coneguda com a reintegracionisme de mínims. El diccionari fou acceptat anys després per al reintegracionisme de màxims (més proper a l'ortografia portuguesa). Aquesta última versió està disponible per a consulta lliure a internet amb el nom de Dicionário Estraviz.

## Publicacions
- Contos con reviravolta: arando no mencer, Castrelos, 1973
- Dicionário galego ilustrado "Nós", Nós, 1983
- Dicionário da língua galega, Alhena, 1986
- Estudos filológicos galegoportugueses, Alhena, 1987
- Dicionário da língua galega, Sotelo Blanco, 1995
- Os intelectuais galegos e Teixeira de Pascoães: epistolário, Ed. do Castro, 2000. En col·laboració amb Eloísa Álvarez, de la Universitat de Coimbra (Portugal).